# Rontalbach
Der Rontalbach oder Rohntalbach ist ein rund 7 km langer Wildbach in Tirol, der das Rontal im Karwendel durchfließt.
Sein Hauptast entspringt bei der Rappenklammspitze, sein Einzugsgebiet umfasst aber weitere Nebenäste des gesamten Rontals. Er fließt in weitgehend ostwärtiger Richtung, bevor er  abschließend bei Hinterriß im mittleren Rißtal von links in den Rißbach mündet.